# Kesivan Naidoo
Kesivan Dev Naidoo (* 25. Juni 1979 in East London, Kapprovinz) ist ein südafrikanischer Jazzmusiker (Schlagzeug, Perkussion, Komposition).

## Leben und Wirken
Naidoo interessierte sich bereits mit zehn Jahren für Jazz; ein Jahr später begann er mit dem Schlagzeugspiel, um mit 14 Jahren professionell zu spielen, zuerst auf dem Hogsback Arts Festival im Quintett von Alan Webster, dann der Hudson Park Jazz Band und der Hudson Concert Band, mit der er auch in Europa auftrat. Weiterhin gehörte er seit 1996 zum Trio von Hotep Galeta. Er nahm Unterricht bei Lulu Gontsana. Als einer der ersten nicht-weißen Schüler an einer zuvor Weißen vorbehaltenen Bildungseinrichtung war er aber in den 1990er Jahren auch durch Grungerock beeinflusst. Mit Auszeichnung absolvierte er 2002 an der University of Cape Town seinen Bachelor of Music. Daneben spielte er in der National Youth Big Band. Nachdem er in Indien beim Sitarvirtuosen Sanjoy Banbopadhyay studiert hatte, machte er seinen Master als Tabla- und Perkussionsspieler.
Naidoo arbeitete mit Musikern wie Miriam Makeba, Bheki Mseleku, Zim Ngqawana, Feya Faku, René McLean, Jimmy Dludlu, Judith Sepumba, Carlo Mombelli, Marcus Wyatt, Jack van Poll oder Winston Mankunku, aber auch mit Dave Liebman, Danilo Perez, Joe Lovano, John Patitucci, Tarus Mateen und Maria Schneider. Auch spielte er in Bands wie Tribe oder Closet Snare.
2010 legte er mit seiner eigenen Band The Lights sein Debütalbum vor, dem 2014 Brotherhood folgte. Mit Lucas Nigglis Schlagzeug-Quartett Beat Bag Bohemia war er seit 2006 mehrfach international auf Tour und hat er zwei Alben bei Intakt Records veröffentlicht. Er spielt auch mit Kyle Shepherd, Shane Cooper und den Schweizern Andreas Tschopp und Marc Stucky in der multinationalen Band Skyjack.

## Preise und Auszeichnungen
Naidoo gewann 2000 die SAMRO Overseas Scholarship. 2001 erhielt er den SAFTA-Preis (South African Film and Television Award) für die beste Komposition in einem Featurefilm. 2009 wurde er als „Standard Bank Young Artist of the Year“ ausgezeichnet. Sein Album Instigators of the Revolution wurde 2011 für die South African Music Awards (SAMA) nominiert.

## Diskographische Hinweise
- Tribe Our Language (2003, mit Buddy Wells, Mark Fransman, Charles Lazar)
- Kesivan & the Lights Instigators of the Revolution (2010)
- Closet Snare Live at the Armchair Theatre (2010, mit Lee Thompson, Mark Buchanan, Shane Cooper, Mr. Sakitumi, Inka Kendzia)
- Kesivan & the Lights Brotherhoods (2014)
- Carlo Mombelli I Press My Spine to the Ground (Roastin' Records 2016, mit Mabuso Khoza, Kyle Shepherd)